# Sebastián Salazar

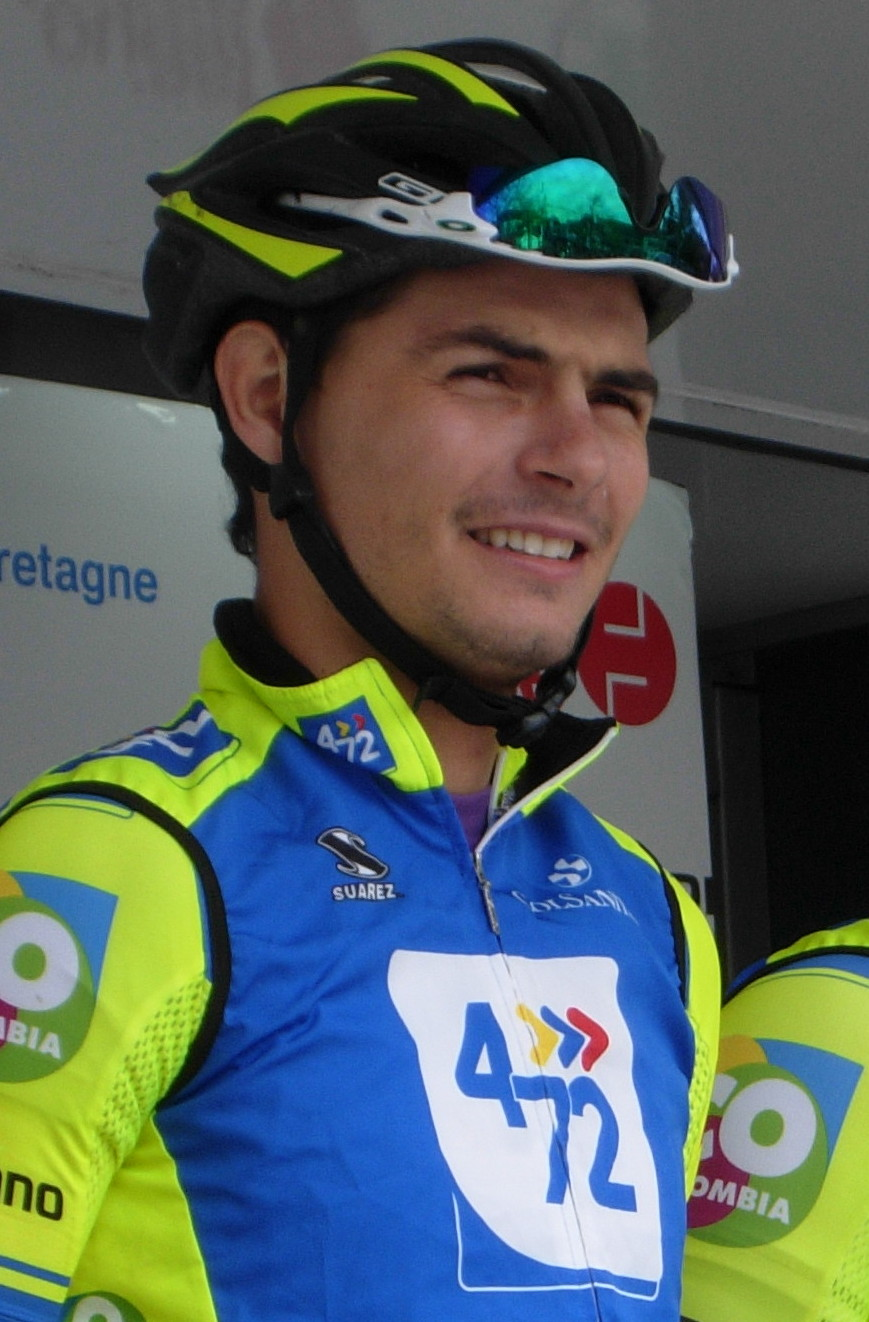
Sebastián Salazar 2013

Hugo Sebastián Salazar Castañeda (* 23. Januar 1990 in San Rafael) ist ein kolumbianischer Bahn- und Straßenradrennfahrer.
Sebastián Salazar wurde 2007 in der Juniorenklasse kolumbianischer Meister im Einzelzeitfahren und er gewann den Titel bei der Panamerikameisterschaft. Im nächsten Jahr konnte er beide Titel erfolgreich verteidigen. Seit 2010 fährt Salazar für das kolumbianische Continental Team Café de Colombia-Colombia es Pasión.
Auf der Bahn wurde Salazar 2007 kolumbianischer Junioren-Meister in der Mannschaftsverfolgung und bei der Panamerikameisterschaft gewann er die Goldmedaille in dieser Disziplin, sowie Silber in der Einerverfolgung. 2008 gewann er bei der nationalen Meisterschaft in der Juniorenklasse die Mannschaftsverfolgung, das Punktefahren, das Madison und die Einerverfolgung. Außerdem wurde er erneut Panamerikameister in der Mannschaftsverfolgung.

## Erfolge – Straße
2007
- Kolumbianischer Meister – Einzelzeitfahren (Junioren)
- Panamerikameister – Einzelzeitfahren (Junioren)

2008
- Panamerikameister – Einzelzeitfahren (Junioren)
- Kolumbianischer Meister – Einzelzeitfahren (Junioren)

## Erfolge – Bahn
2007
- Kolumbianischer Meister – Mannschaftsverfolgung (Junioren)
- Panamerikameisterschaft – Einerverfolgung (Junioren)
- Panamerikameister – Mannschaftsverfolgung (Junioren)

2008
- Kolumbianischer Meister – Einerverfolgung (Junioren)
- Kolumbianischer Meister – Mannschaftsverfolgung (Junioren)
- Kolumbianischer Meister – Punktefahren (Junioren)
- Kolumbianischer Meister – Madison (Junioren)
- Panamerikameister – Mannschaftsverfolgung (Junioren)

## Teams
- 2010 Café de Colombia-Colombia es Pasión
- 2011 Colombia es Pasión-Café de Colombia

- 2013 472-Colombia